# Teresa Wilbik
Teresa Wilbik (ur. 1938 w Warszawie) – polska ilustratorka, autorka opracowań graficznych książek i czasopism dla dzieci i młodzieży. 

## Życiorys
W 1959 zaczęła studiować malarstwo w warszawskiej Akademii Sztuk Pięknych w pracowni Eugeniusza Eibischa. Po dwóch latach przeniosła się na Wydział Grafiki do pracowni Jana Marcina Szancera. Studia ukończyła w 1964 dyplomem z wyróżnieniem. W latach 1971–1972 pracowała jako redaktor artystyczno-graficzny w Instytucie Wydawniczym „Naszej Księgarni”. Ponadto współpracowała z wieloma wydawnictwami, ilustrując książki. 
Żona Janusza Stannego, matka Katarzyny Stanny, ilustratorki i wykładowczyni warszawskiej ASP. 

## Twórczość ilustratorska
Artystka posługiwała się nowatorskimi rozwiązaniami, nadając każdej ilustrowanej książce indywidualny charakter. W swojej pracy posługiwała się rysunkiem i malarstwem. Jej charakterystyczne, pogodne postacie i łagodna kreska − wprowadzały najmłodszych czytelników w dziecięcy świat marzeń. Można zauważyć to na przykładzie kreskowych ilustracji do książki O małej spince i dużym pstrągu Adama Bahdaja i malarskich ilustracji do Czarodziejskiego młyna Jerzego Afanasjewa. 

## Zilustrowane książki (wybór)
- Toni Mieczysława Buczkówna. Warszawa: Nasza Księgarnia, 1963.
- Pan Samochodzik i Templariusze Zbigniew Nienacki. Warszawa: Nasza Księgarnia, 1966.
- Zoo Jan Brzechwa. Warszawa: Nasza Księgarnia, 1966.
- Stragan Pani Jesieni Barbara Lewandowska. Warszawa: Biuro Wydawnicze „Ruch”, 1969.
- Czarodziejski młyn Alicja i Jerzy Afanasjew. Warszawa: Biuro Wydawnicze „Ruch”, 1970.
- Leonek i Lew Wanda Chotomska. Warszawa: Nasza Księgarnia, 1970.
- O małej spince i dużym pstrągu Adam Bahdaj. Warszawa: Biuro Wydawnicze „Ruch”, 1971.
- Księga strachów” Zbigniew Nienacki. Warszawa: Nasza Księgarnia, 1972.
- Kolory Joanna Kulmowa. Warszawa: Nasza Księgarnia, 1973.
- Joachim Lis – detektyw dyplomowany Ingemal Fjell. Warszawa: Nasza Księgarnia, 1974.
- Drzewo do samego nieba Maria Terlikowska. Warszawa: KAW, 1975.
- Ważna sprawa Kocimiętki Maria Łastowiecka. Warszawa: Nasza Księgarnia, 1979.
- Jaś i Małgosia Wanda Chotomska. Warszawa: Nasza Księgarnia, 1983.
- Rokiś i Kraina Duchów Joanna Papuzińska. Warszawa: Nasza Księgarnia, 1984.
- Bajki Jean de La Fontaine. Warszawa: Nasza Księgarnia, 1985.
- Czarodziejski młyn Alicja i Jerzy Afanasjew. Warszawa: KAW, 1986.
- Słoń Trąbalski Julian Tuwim. Warszawa: Nasza Księgarnia, 1988.
- Rokiś Joanna Papuzińska. Warszawa: Nasza Księgarnia, 1988.
- Baśnie Hans Christian Andersen. Warszawa: „Plac Słoneczny 4”, 1996.
- Niezapomniane wiersze dla dzieci. Warszawa: Świat Książki, 2007.
- Kołysała mama smoka Joanna Papuzińska. Łódź: Wydawnictwo Literatura, 2008[4].

## Nagrody i wyróżnienia (wybór)
- Srebrny Medal na Międzynarodowej Wystawie Sztuki Edytorskiej (1971)
- Wyróżnienie na Ogólnopolskiej Wystawie „Sztuka Książki” w Lipsku (1973)
- Wyróżnienie za opracowanie graficzne książki A gdzie ja się biedniuteńki podzieję Joanny Papuzińskiej (wydanej przez NK), w konkursie PTWK Najpiękniejsze Książki Roku (1973)
- Nagroda Prezesa Rady Ministrów za twórczość artystyczną dla dzieci i młodzieży (1978)
- Złote Jabłko na Biennale Ilustracji Bratysława (BIB), za ilustracje do książki Leonek i lew, Wandy Chotomskiej (wydanej przez NK) (1979)
- Wpis na Listę Honorową IBBY w kategorii ilustrator (Bratysława, 1980)
- Medal Polskiej sekcji IBBY za całokształt pracy artystycznej w dziedzinie ilustracji dla dzieci (2007)[1]
- Nagroda ZAiKS-u za całokształt twórczości dla dzieci (2020)[5]